# Clément Diop
Clément Diop (Párizs, 1993. október 13. –) szenegáli válogatott labdarúgó, kapus.

## Pályafutása

### Klubcsapatokban
Diop Franciaország fővárosában, Párizsban született. Az ifjúsági pályafutását az ES Vitry és az Ivry csapatában kezdte, majd az Amiens akadémiájánál folytatta.
2011-ben mutatkozott be az Amiens első osztályban szereplő felnőtt keretében. 2015-ben az észak-amerikai első osztályban érdekelt LA Galaxy, majd 2018-ban a Montréal szerződtette. 2022-ben az Inter Miamihoz igazolt. Először 2022. február 27-én, a Chicago Fire ellen 0–0-ás döntetlennel végződő találkozón szerezte meg. 2022-ben a New England Revolution-höz csatlakozott. 2023. január 11-én egyéves szerződést kötött az Atlanta United együttesével.

### A válogatottban
Diop 2017-ben debütált a szenegáli válogatottban. Először 2017. június 5-én, Uganda ellen 0–0-ás döntetlennel zárult barátságos mérkőzés félidejében, Pape Seydou N’Diayet váltva lépett pályára.

## Statisztikák
| Klub           | Szezon   | Osztály  | Bajnokság | Bajnokság | Kupa  | Kupa | Nemzetközi | Nemzetközi | Összesen | Összesen |
| Klub           | Szezon   | Osztály  | Meccs     | Gól       | Meccs | Gól  | Meccs      | Gól        | Meccs    | Gól      |
| -------------- | -------- | -------- | --------- | --------- | ----- | ---- | ---------- | ---------- | -------- | -------- |
| LA Galaxy      | 2016     | MLS      | 2         | 0         | 3     | 0    | —          | —          | 5        | 0        |
| LA Galaxy      | 2017     | MLS      | 15        | 0         | 0     | 0    | —          | —          | 15       | 0        |
| Montréal       | 2018     | MLS      | 0         | 0         | 2     | 0    | —          | —          | 2        | 0        |
| Montréal       | 2019     | MLS      | 2         | 0         | 4     | 0    | —          | —          | 6        | 0        |
| Montréal       | 2020     | MLS      | 22        | 0         | 0     | 0    | 4          | 0          | 26       | 0        |
| Montréal       | 2021     | MLS      | 8         | 0         | 0     | 0    | —          | —          | 8        | 0        |
| Inter Miami    | 2022     | MLS      | 3         | 0         | 0     | 0    | —          | —          | 3        | 0        |
| Atlanta United | 2023     | MLS      | 3         | 0         | 1     | 0    | —          | —          | 4        | 0        |
| Összesen       | Összesen | Összesen | 55        | 0         | 10    | 0    | 4          | 0          | 69       | 0        |

### A válogatottban
| Válogatott | Év       | Pályára lépés | Gól |
| ---------- | -------- | ------------- | --- |
| Szenegál   | 2017     | 1             | 0   |
| Összesen   | Összesen | 1             | 0   |

## Sikerei, díjai
Montréal
- Kanadai Kupa
  - Győztes (2): 2019, 2021